# Scarface (livro)
Scarface é um romance policial escrito por Armitage Trail em 1929 e publicado em 1930. O autor de 28 anos morreu repentinamente de um ataque cardíaco nove meses após a publicação do romance. O romance já caiu em domínio público nos Estados Unidos, pois seus direitos autorais não foram renovados, e em países como os da União Européia onde o prazo dos direitos autorais é a vida do autor mais 94 anos ou até menos.
Scarface ganhou duas adaptações para o cinema que tornaram-se clássicos da indústria cinematográfica.

## Trama
O enredo do livro é fortemente inspirado no gângster da vida real Al Capone, cujo apelido também era "Scarface". Tony "Scarface" Guarino trabalha como segurança. Durante seu tempo lá, ele flerta constantemente com Vyvyan, namorada do líder da máfia Al Springola. Ele mata Springola e começa a namorar ela. Durante esse tempo, ele também começa a trabalhar como "soldado" para uma gangue local. Ele eventualmente inicia seu próprio reinado do crime e se muda para assumir o negócio ilegal de álcool em uma cidade sem nome durante a Era da Lei Seca, trocando seu sobrenome para Camonte. Um ano depois, ele se tornou o criminoso mais poderoso da cidade, realizando uma série de assassinatos ousados e descobre que seu irmão foi promovido na polícia. A polícia eventualmente o persegue, e ele acaba sendo morto a tiros por seu irmão, o chefe de polícia, que não o reconhece devido à família acreditar que ele morreu na Primeira Guerra Mundial.

## Adaptações

### Filme de 1932
Scarface (1932) é um filme de drama policial do subgênero gângster americano pre-code lançado em 1932, estrelado por Paul Muni como Antonio "Tony" Camonte. Foi produzido por Howard Hughes e Howard Hawks, dirigido por Hawks (com Hughes adicionando duas cenas para agradar a censura dirigidas por Richard Rosson). O filme apresenta Ann Dvorak como a irmã de Camonte e também é estrelado por Karen Morley, Osgood Perkins e Boris Karloff. O enredo centra-se na guerra de gangues e na intervenção policial quando lutam pelo controle de Chicago. Uma versão do Massacre do Dia de São Valentim também é retratada. O longa-metragem pertence então a "era de filmes gângster" junto com Little Caesar e The Public Enemy.
Esta primeira adaptação de Scarface sofreu com a censura de código hays sendo então adiada por dois anos e no lançamento foi censurado em várias cidades, com imigrantes italianos acusando a obra de xenofobia. Atualmente o visto é filme como um clássico do cinema pois ajudou a estabeleceu o padrão inicial para o gênero que continua a aparecer em Hollywood.

### Filme de 1983
Uma nova versão foi lançada nos cinemas em 1983 por Brian De Palma e com roteiro de Oliver Stone e estrelado por Al Pacino. O Scarface dos anos 80 segue-se mais o filme de 1932 do que o romance porém com algumas modificações como a mudança de um imigrante italo-americano (Tony Camonte) da versão original para um cubano (Tony Montana), e as cenas de incesto que foram censuradas pelo código hays em 1932.
O remake teve uma resposta crítica inicial negativa devido à sua extrema violência, palavrões e uso gráfico de drogas. Nos anos que se seguiram, alguns críticos o reavaliaram, considerando-o um dos maiores filmes de gângster já feitos. ele foi amplamente referenciado na cultura pop, especialmente na cultura hip hop/gangsta rap, bem como em histórias em quadrinhos, programas de televisão e videogames. O filme é considerado assim como a versão de 1932, um clássico cult.